# Помфрит (Мериленд)
Помфрит (енгл. Pomfret) насељено је место без административног статуса у америчкој савезној држави Мериленд.

## Демографија
По попису из 2010. године број становника је 517.
| Група             | 2000.    | 2010.       |
| Белци             | 0 (0,0%) | 186 (36,0%) |
| Афроамериканци    | 0 (0,0%) | 260 (50,3%) |
| Азијати           | 0 (0,0%) | 3 (0,6%)    |
| Хиспаноамериканци | 0 (0,0%) | 6 (1,2%)    |
| Укупно            | 0        | 517         |